# John Alderdice
John Thomas Alderdice, né le 28 mars 1955  à Ballymena, est un homme politique d'Irlande du Nord.
Il est président de l'Assemblée d'Irlande du Nord de 1998 à 2004, chef de l'Parti de l'Alliance d'Irlande du Nord de 1987 à 1998, et depuis 1996, il siège à la Chambre des lords comme Libéral-démocrate.

## Vie privée
Alderdice est le fils du révérend David Alderdice et Annie Margaret Helena Shields. Il fait ses études à la Ballymena Academy et à la Université Queen's de Belfast (QUB) où il étudie la médecine et est diplômé en 1978. En 1977, il épouse Joan Hill, avec qui il a deux fils et une fille . Il travaille à temps partiel comme psychiatre consultant en psychothérapie dans le NHS de 1988 jusqu'à sa retraite de la pratique psychiatrique en 2010 ,. Il enseigne à la Faculté de médecine de l'Université Queen's entre 1991 et 1999.
Alderdice revendique une relation lointaine avec John King, un explorateur australien du XIXe siècle et le seul survivant de l'Expédition de Burke et Wills .

## Carrière politique en Irlande du Nord
Le Parti de l'Alliance est formé en 1970 comme alternative à la politique sectaire  Alderdice est membre du comité exécutif du parti entre 1984 et 1998, président du comité politique entre 1985 et 1987 et vice-président du parti en 1987, avant de devenir chef du parti avant les élections générales de 1987. Il se présente à Belfast Est pour le parti en 1987 et 1992 . Il obtient 32,1% des voix en 1987  le pourcentage le plus élevé atteint par l'Alliance à un siège individuel lors d'une élection à Westminster jusqu'à la victoire historique de Naomi Long pour le parti à Belfast-Est aux élections générales de 2010 . En 1988, dans le document principal de l'Alliance post-anglo-irlandais, «Gouverner avec le consentement», Alderdice appelle à un gouvernement de partage du pouvoir décentralisé basé sur une coalition volontaire élue par un vote à la majorité qualifiée. Tout au long de la fin des années 80 et du début des années 90, le vote de l'Alliance en Irlande du Nord se stabilise entre 6 % et 8 %.
Alderdice se présente à Belfast-Est aux élections générales de 1992 . Il dirige la délégation de l'Alliance au Forum pour la paix et la réconciliation au château de Dublin et aux pourparlers multipartites d'Irlande du Nord, et est membre du Forum d'Irlande du Nord .
Alderdice est disposé à s'entretenir avec le Sinn Féin, après que l'IRA ait appelé à un cessez-le-feu en 1994, alors que d'autres membres de la communauté unioniste considèrent ces discussions comme inacceptables .
Il est élu à l'Assemblée d'Irlande du Nord pour Belfast Est en 1998 et devient le premier président de l'Assemblée, siégeant jusqu'en 2004. Mo Mowlam déclare que "l'expérience politique et parlementaire d'Alderdice signifie qu'il est bien placé pour remplir ce poste" . Alderdice est conseiller municipal de Belfast de 1989 à 1997 . Il démissionne de son poste de chef du parti en 1998 pour occuper le poste de président . Il est membre de la Commission de surveillance indépendante de 2004 à 2011 .

## Pairie
Alderdice est créé pair de vie le 8 octobre 1996 en tant que baron Alderdice, de Knock dans la ville de Belfast  et est l'un des plus jeunes pairs à vie . Il siège à la Chambre des lords en tant que démocrate libéral. Le 10 juin 2010, il est élu au nouveau poste de responsable des pairs libéraux démocrates, et préside le parti parlementaire libéral démocrate à la Chambre des lords .
Il est élu président de l'Internationale libérale en 2005 et sert jusqu'au congrès de l'Internationale libérale au Caire en 2009. Il est remplacé par l'homme politique néerlandais Hans van Baalen .
Alderdice reçoit plusieurs distinctions: le John F. Kennedy Profiles in Courage Award en 1998; le prix William Averell Harriman pour la démocratie en 1998; la médaille d'argent du Congrès du Pérou en 1999 et 2004; la médaille d’honneur de l’École de médecine du Pérou en 1999; et la liberté de la ville de Baltimore en 1991. Il est un ancien de l'Église presbytérienne en Irlande, mais démissionne en juin 2018 en raison de l'opinion de l'église sur les relations homosexuelles .
En 2001, il est nommé membre honoraire du Collège royal des psychiatres  et reçoit également un doctorat honorifique en droit de l'Université Robert Gordon .

## Prix et distinctions
Alderdice a reçu plusieurs distinctions : le John F Kennedy Profiles in Courage Award en 1998; le W. Averell Harriman Democracy Award en 1998 ; la Silver Medal of Congress of Peru en 1999 et 2004; la Medal of Honour, College of Medicine of Peru en 1999; et la Freedom of the City of Baltimore en 1991. Il a été ancien de l'Église presbytérienne d'Irlande, mais a démissionné en juin 2018 en raison de l'opposition de l'Église aux relations entre personnes de même sexe.